# دردار سمين
دردار سمين (الاسم العلمي: Ulmus pinguis) هو نوع نباتي يتبع جنس الدردار من فصيلة الدردارية.